# 나는 영국 왕을 섬겼다
나는 영국 왕을 섬겼다(Obsluhoval Jsem Anglickeho Krale, I Served The King Of England)는 아이슬란드에서 제작된 이르지 멘젤 감독의 2006년 코미디, 멜로/로맨스, 전쟁 영화이다. 마틴 휴바 등이 주연으로 출연하였고 루돌프 비어만 등이 제작에 참여하였다. 보후밀 흐라발의 소설 I Served the King of England에 기반을 둔다.
이 영화는 2008년 영국과 미국에서 개봉하였다.

## 출연

### 주연
- 마틴 휴바
- 마리안 라부다

### 조연
- 밀란 라시카
- 지리 라부스
- 파벨 노비
- 이스트반 자보
- 토냐 그레이브스
- 루돌프 흐루신스키
- 페트르 크트브르트니섹
- 올드리치 블라치
- 에밀리아 바사료바
- 이반 바르네브
- 줄리아 옌체
- 올드리치 카이저

## 제작진
- 원작자: 보후밀 흐라발
- 미술: 밀란 바이섹